# افزایش و کاهش
افزایش و کاهش (فرانسوی: Tom Whisky ou L'illusioniste toqué‎) فیلمی صامت و کوتاه به کارگردانی ژرژ ملی‌یس است که در سال ۱۹۰۰ منتشر شد.